# Andrij Hołowko (pisarz)
Andrij Wasylowycz Hołowko (ukr. Андрі́й Васи́льович Головко́; ur. 21 listopada?/3 grudnia 1897 we wsi Jurky na Połtawszczyźnie, zm. 5 grudnia 1972) – ukraiński pisarz i krytyk. Laureat Nagrody Szewczenkowskiej (1969).
Andrij Hołowko urodził się w zamożnej wiejskiej rodzinie. W latach 1905–1908 pobierał nauki w wiejskiej szkole i w tym właśnie okresie zaczął pisać wiersze w języku rosyjskim. W 1912 r. pod wpływem Kobzarza zaczął pisać po ukraińsku. Kiedy jego edukacja dobiegała końca, rodzina postanowiła wysłać Andrija do dodatkowej klasy, której ukończenie dawało prawo do wykonywania zawodu nauczyciela. Został jednak wyrzucony ze szkoły za pisanie wierszy po ukraińsku oraz za udział w towarzystwie Junac’ka spiłka. Mimo to Andrij Hołowko ukończył krótki kurs nauczania.
Po jego zakończeniu w 1915 r. trafił na front, zaś 2 lata później podjął pracę w szkole. Od 1919 r. pisywał do miejscowej, kremenczyckiej gazety. W czerwcu 1920 r. wstąpił jako ochotnik do Armii Czerwonej. W 1924 r. w stanie niepoczytalności zastrzelił swoją żonę i sześcioletnią córkę. Następnie podjął leczenie w szpitalu psychiatrycznym. Pod koniec lat 20., po zakończeniu leczenia, podjął współpracę z czasopismem Płuh. Podczas II wojny światowej był korespondentem wojennym kilku czasopism, m.in. Komunist, Za czest’ bat’kiłszczyny. Po jego śmierci Związek Pisarzy Ukraińskich ustanowiło nagrodę jego imienia przyznawaną za najlepszą powieść roku.

## Twórczość
Powieści
- Możu, 1926
- Bur’jan, 1927
- Maty, 1931
- Artem Harmasz, 1951–1960

Opowiadania
- Pyłypko, 1923
- Diwczynka zi szljachu, 1922
- Towaryszi, 1923
- Czerwona chustynka, 1957